# Saskia Sassen

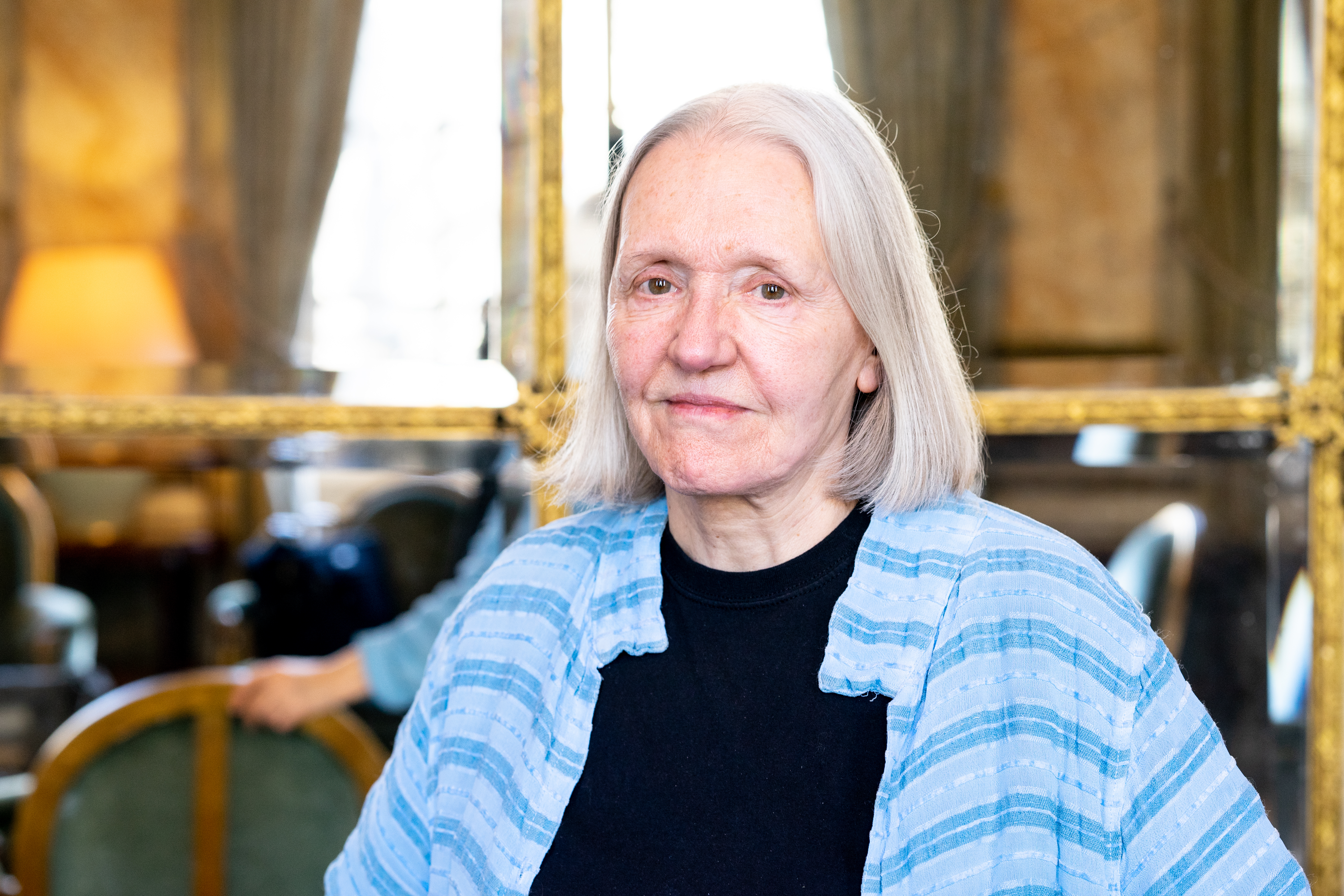
Sassen vào năm 2019

Saskia Sassen (sinh ngày 5 tháng 1 năm 1947) là một nhà xã hội học người Mỹ gốc Hà Lan đã được người ta ghi nhận những phân tích về toàn cầu hóa và di cư quốc tế của con người. Bà là Robert S. Lynd Giáo sư Xã hội học tại Đại học Columbia và Centennial thăm Giáo sư tại Trường Kinh tế London. Sassen đặt ra thuật ngữ thành phố toàn cầu.

## Tiểu sử
Sassen sinh ra ở Den Haag, Hà Lan năm 1947. Năm 1948 cha mẹ của Sassen, Willem Sassen và Miep van der Voort, chuyển đến Argentina và gia đình sống ở Buenos Aires. Cha ông là một cộng tác viên người Hà Lan với Đức Quốc xã, một nhà báo Đức quốc xã và thành viên của Waffen-SS. Vào những năm 1950, Willem Sassen đã gần Adolf Eichmann khi cả hai đều sống ở Argentina và bà nhớ lại anh đến thăm ngôi nhà thời thơ ấu của mình. Saskia Sassen cũng đã dành một phần tuổi trẻ của mình ở Ý và nói rằng bà "được nuôi lớn lên trong năm thứ tiếng."
Bà kết hôn với nhà xã hội học Richard Sennett. Nghệ sĩ Hilary Koob-Sassen là con trai của cô từ cuộc hôn nhân đầu tiên của cô.